# ロキシー (映画)
『ロキシー』（原題: Vincent N Roxxy）は、2016年のクライムスリラー映画。

## 概要
「松竹エクストリームセレクション」の第四弾作品。
また、ソフト化された際に『ロキシー 美しき復讐者』と改題された。

## キャスト
※括弧内は日本語吹替
- ヴィンセント - エミール・ハーシュ（川田紳司）
- ロキシー - ゾーイ・クラヴィッツ（白石涼子）
- JC - エモリー・コーエン（平田広明）
- ケイト - ゾーイ・ドゥイッチ（伊藤静）
- シュガー - スコット・メスカディ（津田健次郎）
- ダリル - ボー・ナップ（木内秀信）
- コーデル - ジェイソン・ミッチェル（英語版）（佐藤美一）

## 公開
2016年4月18日にトライベッカ映画祭でプレミア上映された後、2017年6月2日にバーティカル・エンターテインメントの配給で劇場公開された。